# Women's Professional Soccer
Women's Professional Soccer ou Liga de futebol feminino dos Estados Unidos (em português) foi a liga principal de futebol feminino profissional dos Estados Unidos entre 2009 e 2011.
A liga substituiu a Women's United Soccer Association (WUSA) que foi extinta após a edição de 2003. Na edição de 2009, as equipes foram de Califórnia, Illinois, Maryland, Massachusetts e Nova Jérsei. Estava prevista a entrada de equipes de Atlanta e Filadélfia em 2010, o que aconteceu. Para a temporada de 2011, estava previsto a possibilidade da participação de Dallas e Santos, o que não aconteceu pela possibilidade de finalização da liga.
Em 30 de janeiro de 2012, a liga anunciou suspensão da temporada de 2012, citando a causa primária como várias disputas internas na organização. Após o término da WPS, foi formada a National Women's Soccer League como liga profissional principal feminina.

## Edições
| 2009 detalhes | Los Angeles Sol        | 1 – 0            | Sky Blue FC               | Marta | Los Angeles Sol        | 10 | 7 | 153 | 70 | 2,19 | 5 | 3 | 1,67 | 158 | 73 | 2,16 |
| 2010 detalhes | FC Gold Pride          | 4 – 0            | Philadelphia Independence | Marta | FC Gold Pride          | 19 | 8 | 224 | 84 | 2,67 | 8 | 3 | 2,67 | 232 | 87 | 2,67 |
| 2011 detalhes | Western New York Flash | 1 – 1 (pen. 5–4) | Philadelphia Independence | Marta | Western New York Flash | 10 | 6 | 150 | 54 | 2,78 | 8 | 3 | 2,67 | 158 | 57 | 2,77 |